# Хјустонски НЛО инцидент 2014.
Хјустонски НЛО инцидент 2014. (енгл. 2014 Houston UFO sightings) је назив за НЛО инцидент који се десило у граду Хјустон у Тексасу, 11. августа 2014. године.

## Догађај
Изнад Хјустона је 11. августа 2014. снимљено неколико фотграфија наводног НЛО који је био овалног облика. Сведочи томе неколико фотографија које су посматрачи тог феномена објавили на интернету, али и снимка Ендруа Пене до које су се накнадно докопали амерички медији. Видео оставља могућност да су се та светла ширила и скупљала. Наравно, у међувремену су бројни људи понудили нека своја тумачења, а оно најбаналније гласи да је посматраче збунио одбљесак светала с тла, можда стадионских светала. Но када се боље погледају фотографије, може се лако установити да су се та светла кретала небом. Многи су људи оптужили америчку владу. Говорили су како је НАСА испробавала своје нове експерименталне летелице. Научници су, пак, подсјетили и да постоји редак феномен такозване кугличасте муње који до данас није потпуно објашњен, а очекивано су у причу уплетени и ванземаљци. Код многих случајева виђења НЛО-а, вероватно је неко снимио лажну фотографију (тј. лажирао НЛО), међутим, за овај случај се зна да није лажиран. То је утврђено када је откривено да није само неколико људи видело та светла.